# Marc Bazin
Marc Bazin (6. marts 1932 – 16. juni 2010) var en haitiansk politiker, som var Haitis præsident i perioden fra den 19. juni 1992 til 15. juni 1995.
Under præsident Jean-Claude Duvalier, blev han i 1982 finans- og økonomiminister, men han blev dog hurtigt afsat fra posten. Efterfølgende blev han medarbejder ved verdensbanken, og derefter ved FN i New York.